# Ctenocella profunda
Ctenocella profunda är en korallart som beskrevs av Wright och Studer 1889. Ctenocella profunda ingår i släktet Ctenocella och familjen Ellisellidae. Inga underarter finns listade i Catalogue of Life.